# Teofil Wiśniowski

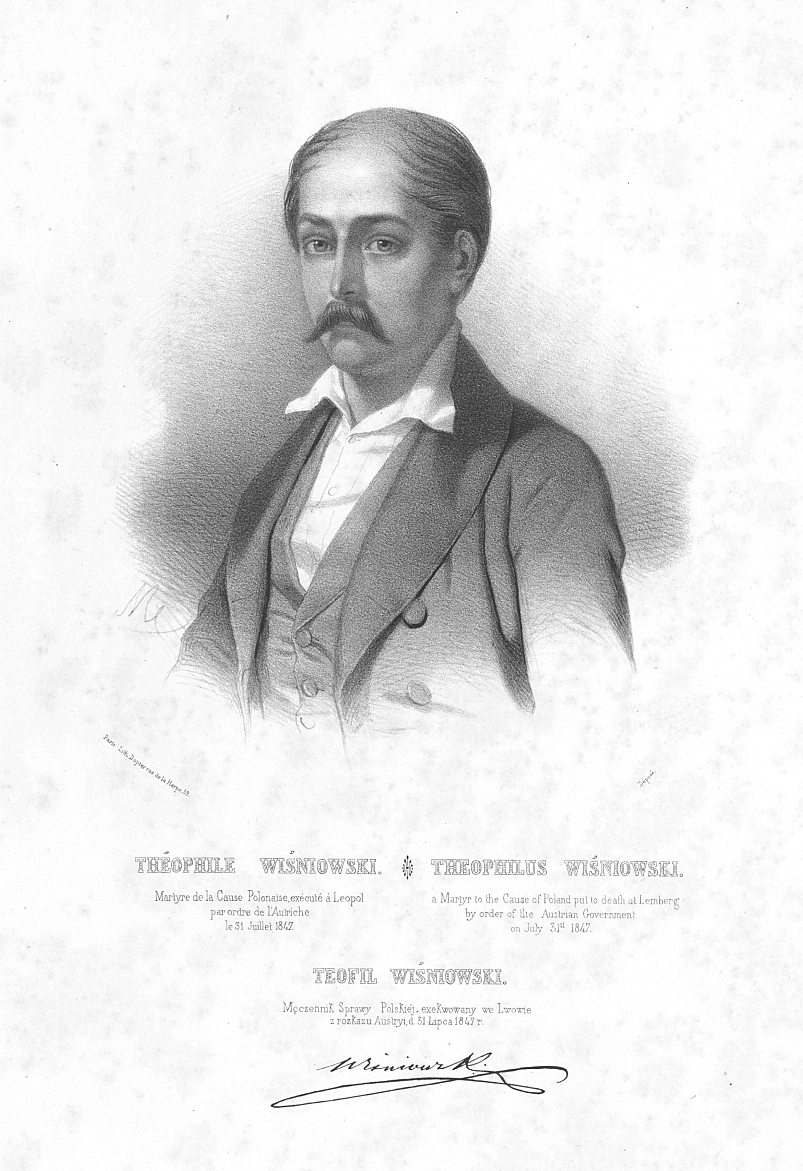
Teofil Wiśniowski

Teofil Wiśniowski (* 2. Januar 1806 in Jaslowez; † 31. Juli 1847 in Kleparów, Rajon Salisnyzja) war ein polnischer Aufständischer.
Während des Novemberaufstandes organisierte Wiśniowski die Verbindung der Aufständischen nach Galizien. 1838 wurde er Mitglied der Polnischen Demokratischen Gesellschaft (pln. Towarzystwo Demokratyczne Polskie). Ab 1844 ging er in den Untergrund und kommandierte ab 1846 die Aufständischen in Galizien. Nach einem Gefecht mit einer Schwadron österreichischer Husaren bei Narajów (ukrainisch: Нараїв) im Rajon Bereschany am 21. Februar 1846 löste sich seine Einheit auf und Wiśniowski versteckte sich in einem Dorf. Am 3. März wurde er jedoch von einem ruthenischen Bauern erkannt und an die Österreicher ausgeliefert. Die polizeilichen Ermittlungen dauerten bis zum August, am 10. September 1846 erging das Todesurteil. Am 31. Juli 1847 wurden Teofil Wiśniowski und Józef Kapuściński auf dem Berg Stracenia (ukrainisch: Gora Strat) bei Lemberg aufgehängt. 1894 wurde an dieser Stelle ein Obelisk errichtet, der heute noch existiert.

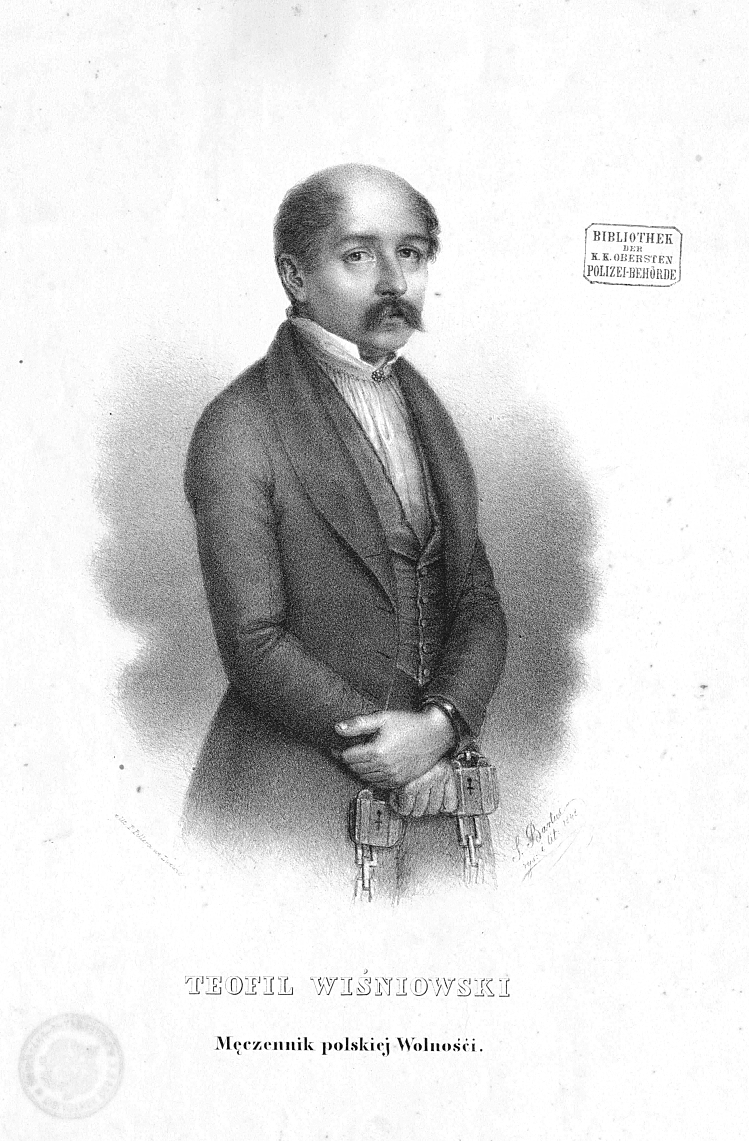
Teofil Wiśniowski in Ketten
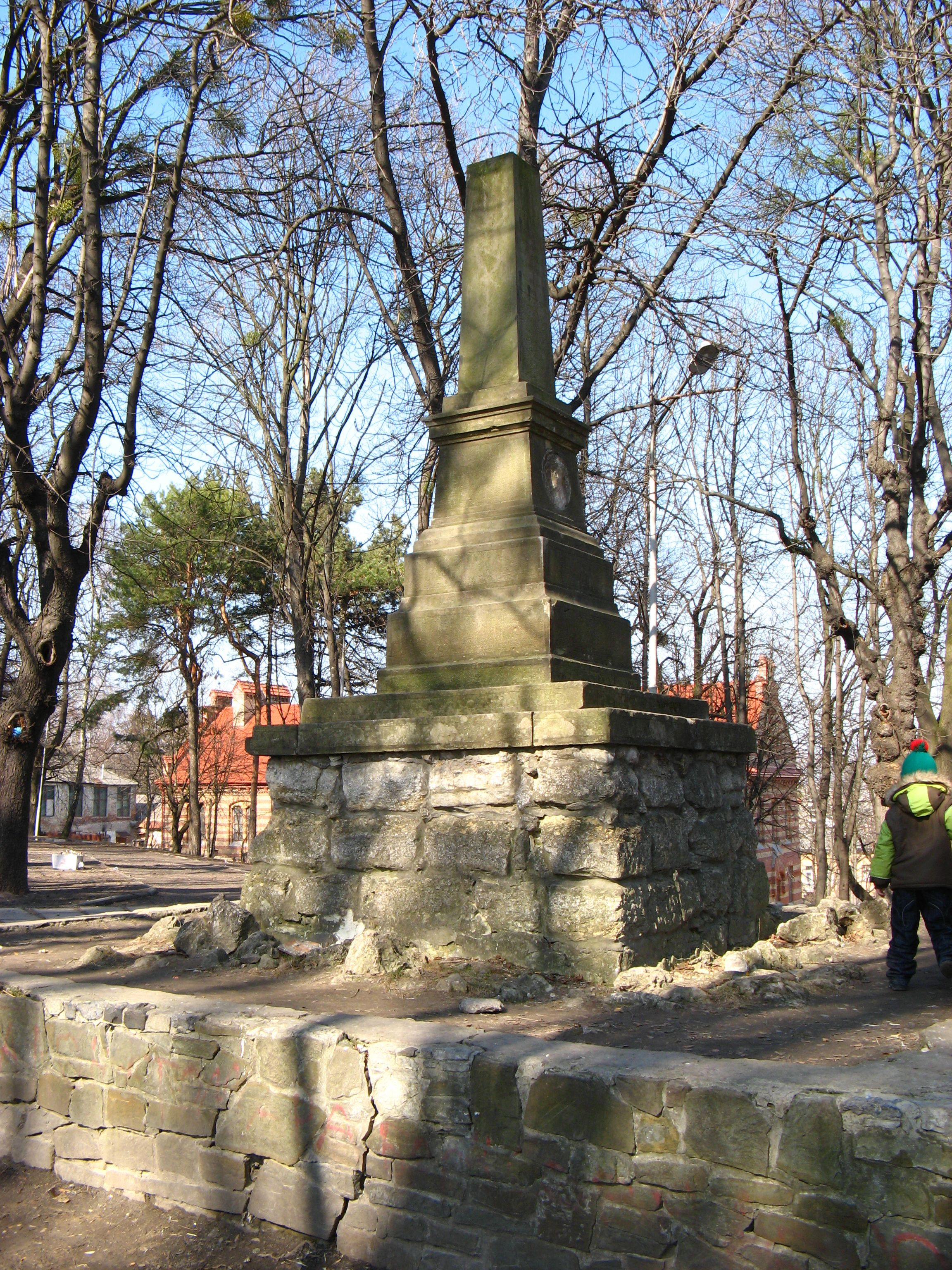
Obelisk auf dem Berg Strat in Lwiw
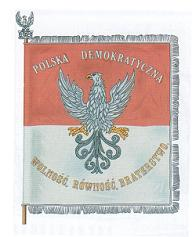
Standarte der Polnischen Demokratischen Gesellschaft